# 河内郡 (河南省)
河内郡（かだい-ぐん）は、秦代から隋初にかけて現在の河南省に設置された郡。隋・唐代に河内郡が設置されているが、これは懐州を改称したものであり、漢代から設置された河内郡とは別の行政区画である。

## 秦代
秦代に河東郡を分割して、河内郡が置かれた。

## 前漢
前漢を建てた劉邦は、即位元年（前202年）に殷国を設置し、翌年に河内郡と改められた。河内郡は18県を管轄した。懐県・汲県・武徳県・波県・山陽県・河陽県・州県・共県・平皋県・朝歌県・修武県・温県・野王県・獲嘉県・軹県・沁水県・隆慮県・蕩陰県である。『漢書』によれば、前漢末に24万1246戸、人口106万7097人があった。

## 新
王莽のとき、後遂郡と改称された。後漢が建てられると、河内郡の称にもどされた。

## 後漢
下部に16県を管轄した
- 懐県
- 汲県
- 共県
- 林慮県
- 獲嘉県
- 修武県
- 野王県
- 州県
- 平皋県
- 河陽県
- 沁水県
- 軹県
- 山陽県
- 温県
- 朝歌県
- 武徳県

## 隋代
開皇2年（582年）に廃止され、管轄県は懐州直轄とされた。

### 下部行政区画
- 野王県
- 軹県